# 佐久間勝興
佐久間 勝興（さくま かつおき、寛永13年（1636年） - 寛文4年5月15日（1664年6月9日））は、江戸時代の旗本。佐久間氏の一族。信濃長沼藩主佐久間勝友の次男。史料によって「勝与」となっているものがあるのは、おそらく「興」の字を「與」（与の旧字体）と読み違えたものと思われる。通称は長助。
寛永19年（1642年）閏9月1日、兄勝豊が家督を相続した際に3000石の分知を受け小普請となる。同年閏10月1日、将軍徳川家光に拝謁。
所領は本家長沼藩と同じく信濃国水内郡と近江国高島郡に分散し、長沼城の北に隣接する水内郡赤沼村（長野市赤沼）に陣屋を置き領政を行なったため赤沼知行所の初代領主と称される。江戸屋敷の位置は不明である。分家するとき長沼藩から鹿島佐五右衛門・中村八太夫の両家老をはじめとする家臣団が付属され、幼い勝興を補佐して「正路の仕置」（道理にかなった政治）を行ったので領民の信頼を得たという。正保3年（1646年）には長沼知行所（5000石）佐久間勝盛の死去に伴い、長沼藩・長沼知行所・赤沼知行所・幕府直轄領の四者間で所領の組みかえが実施された。
男子がなく、叔父勝種の子・盛遠を養子とした。寛文4年（1664年）24歳で死去。盛遠が跡を継いだ。
戒名は廣大院。墓所は三田済海寺。子孫が奉納した位牌が二本榎広岳院に現存する。